# Burgstall Oberhöchstädt
Der Burgstall Oberhöchstädt ist eine abgegangene mittelalterliche Höhenburg auf dem „Schlossberg“ bei Oberhöchstädt, einem heutigen Gemeindeteil des Marktes Dachsbach im Landkreis Neustadt an der Aisch-Bad Windsheim in Bayern.
Als Besitzer der 1357 erwähnten Burg wird ein Wigner von Meinberg genannt. 1553 wurde die Burg im Zuge des Zweiten Markgrafenkrieges zerstört.
Von der ehemaligen Burganlage sind noch Erdwälle erhalten.